# Australia Open 2011 (Badminton)
Die Australian Open 2011 im Badminton fanden vom 5. bis 10. April 2011 in Melbourne statt.

## Austragungsort
- Melbourne Sports and Aquatic Centre, Melbourne

## Sieger und Platzierte
| Disziplin    | Gold                                              | Silber                           | Bronze                                  |
| ------------ | ------------------------------------------------- | -------------------------------- | --------------------------------------- |
| Herreneinzel | Sho Sasaki                                        | Wong Choong Hann                 | Chan Yan Kit                            |
| Herreneinzel | Sho Sasaki                                        | Wong Choong Hann                 | Tommy Sugiarto                          |
| Dameneinzel  | Liu Xin                                           | Porntip Buranaprasertsuk         | Ratchanok Intanon                       |
| Dameneinzel  | Liu Xin                                           | Porntip Buranaprasertsuk         | Wang Lin                                |
| Herrendoppel | Hiroyuki Endo Kenichi Hayakawa                    | Naoki Kawamae Shoji Sato         | Alvent Yulianto Hendra Gunawan          |
| Herrendoppel | Hiroyuki Endo Kenichi Hayakawa                    | Naoki Kawamae Shoji Sato         | Hirokatsu Hashimoto Noriyasu Hirata     |
| Damendoppel  | Shizuka Matsuo Mami Naito                         | Chin Eei Hui Wong Pei Tty        | Ou Dongni Xiong Rui                     |
| Damendoppel  | Shizuka Matsuo Mami Naito                         | Chin Eei Hui Wong Pei Tty        | Poon Lok Yan Tse Ying Suet              |
| Mixed        | Songphon Anugritayawon Kunchala Voravichitchaikul | Hirokatsu Hashimoto Mizuki Fujii | Shintaro Ikeda Reiko Shiota             |
| Mixed        | Songphon Anugritayawon Kunchala Voravichitchaikul | Hirokatsu Hashimoto Mizuki Fujii | Sudket Prapakamol Saralee Thungthongkam |

## Finalergebnisse
| Disziplin    | Sieger                                            | Finalist                         | Ergebnis            |
| ------------ | ------------------------------------------------- | -------------------------------- | ------------------- |
| Herreneinzel | Sho Sasaki                                        | Wong Choong Hann                 | 21–11, 12–21, 21–19 |
| Dameneinzel  | Liu Xin                                           | Porntip Buranaprasertsuk         | 21–14, 21–9         |
| Herrendoppel | Hiroyuki Endo Kenichi Hayakawa                    | Naoki Kawamae Shoji Sato         | 21–17, 21–18        |
| Damendoppel  | Shizuka Matsuo Mami Naito                         | Chin Eei Hui Wong Pei Tty        | 21–18, 21–11        |
| Mixed        | Songphon Anugritayawon Kunchala Voravichitchaikul | Hirokatsu Hashimoto Mizuki Fujii | 21–15, 21–9         |